# Siri (Magna Grecia)
Siri (Σῖρις in greco) era un'antica città della Magna Grecia, in Lucania, nata sulla riva sinistra del fiume Sinni, vicino alla foce, nei pressi dell'attuale Policoro

## Storia
Siri ebbe un territorio ricco e fertile, la Siritide, sul quale, secondo la tradizione, si stanziarono dapprima esuli troiani intorno al XII secolo a.C. e poi coloni provenienti da Colofone, città della Ionia (costa centro-occidentale dell'attuale Turchia), nel 675 a.C. circa.
La città venne fondata, verosimilmente da coloni focesi, indicativamente a cavallo tra l'VIII e il VII secolo a.C. nei pressi della foce del fiume Siri, l'attuale Sinni.
La floridezza e la ricchezza della colonia, acquisite nel corso dei decenni, suscitarono "l'invidia", ma soprattutto la preoccupazione delle vicine città achee di Metapontum (attuale Metaponto), Sybaris (attuale Sibari) e Kroton (l'attuale Crotone) che vedevano espandersi il potere economico di una colonia ionia. Alleatesi, le tre città invasero la Siritide e sconfissero intorno al 570-565 a.C. Siris che decadde, continuando la sua esistenza sotto l'influenza di Sibari e Metaponto.
Gli esuli si rifugiarono probabilmente sulla vicina altura di Pandosia (attuale Anglona), sulle alture delle attuali Montalbano Jonico e Tursi. Un secolo e mezzo dopo a circa 5 km (24 stadi) venne fondata una colonia congiunta di tarentini e turioti, con il nome Eraclea. Di Siri restò solo il porto che da allora venne utilizzato da Eraclea. Secondo alcune recenti interpretazioni storico-archeologiche, Siri si trovava nello stesso territorio di Eraclea. Infatti, secondo queste recenti interpretazioni, la fondazione di Eraclea (Magna Grecia) avvenne  nei pressi dello stesso abitato della florida e ricca Siri.